# Mistrzostwa Świata w Piłce Nożnej 2002 (eliminacje strefy UEFA)/Grupa 4
Eliminacje do Mistrzostwa Świata w Piłce Nożnej 2002 w strefie UEFA rozegrane zostały w grupach systemem każdy z każdym, mecz i rewanż. W grupie 4 znalazły się następujące drużyny:
- Azerbejdżan
- Macedonia Północna
- Mołdawia
- Szwecja
- Słowacja
- Turcja

Bezpośredni awans na mundial uzyskała reprezentacja Szwecji, natomiast do baraży trafili Turcy.

## Tabela
Grupa 4:
| Reprezentacja      | Pkt | M  | W | R | P | Br+ | Br- | +/- |
| ------------------ | --- | -- | - | - | - | --- | --- | --- |
| Szwecja            | 26  | 10 | 8 | 2 | 0 | 20  | 3   | 17  |
| Turcja             | 21  | 10 | 6 | 3 | 1 | 18  | 8   | 10  |
| Słowacja           | 17  | 10 | 5 | 2 | 3 | 16  | 9   | 7   |
| Macedonia Północna | 7   | 10 | 1 | 4 | 5 | 11  | 18  | -7  |
| Mołdawia           | 6   | 10 | 1 | 3 | 6 | 6   | 20  | -14 |
| Azerbejdżan        | 5   | 10 | 1 | 2 | 7 | 4   | 17  | -13 |

|                    | Azerbejdżan | Mołdawia | Macedonia Północna | Słowacja | Turcja | Szwecja |
| ------------------ | ----------- | -------- | ------------------ | -------- | ------ | ------- |
| Azerbejdżan        | –           | 0:0      | 1:1                | 2:0      | 0:1    | 0:1     |
| Mołdawia           | 2:0         | –        | 0:0                | 0:1      | 0:3    | 0:2     |
| Macedonia Północna | 3:0         | 2:2      | –                  | 0:5      | 1:2    | 1:2     |
| Słowacja           | 3:1         | 4:2      | 2:0                | –        | 0:1    | 0:0     |
| Turcja             | 3:0         | 2:0      | 3:3                | 1:1      | –      | 1:2     |
| Szwecja            | 3:0         | 6:0      | 1:0                | 2:0      | 1:1    | –       |

## Wyniki
| 2 września 2000 20:45 | Azerbejdżan | 0:1(0:1) | Szwecja · Anders Svensson 10' | Stadion Republikański im. Tofiqa Bəhramova, Baku Widzów: 15 000 Sędzia: Roelof Luinge (Holandia) |
|                       |             |          |                               |                                                                                                  |

| 2 września 2000 20:30 | Turcja · Okan Buruk 45' · Emre Belözoğlu 75' | 2:0(1:0) | Mołdawia | Stadion im. Alego Sami Yena, Stambuł Widzów: 17 600 Sędzia: Günter Benkö (Austria) |
|                       |                                              |          |          |                                                                                    |

| 3 września 2000 20:15 | Słowacja · Goran Stawrewski 3' (sam.) · Igor Demo 74' | 2:0(1:0) | Macedonia Północna | Tehelné pole, Bratysława Widzów: 4 011 Sędzia: Alain Hamer (Luxemburg) |
|                       |                                                       |          |                    |                                                                        |

| 6 października 2000 20:00 | Macedonia Północna · Ǵorǵi Hristow 34,45' · Argjend Beqiri 75' | 3:0(2:0) | Azerbejdżan | Arena Narodowa im. Filipa II Macedońskiego, Skopje Widzów: 3 500 Sędzia: Knud Erik Fisker (Dania) |
|                           |                                                                |          |             |                                                                                                   |

| 7 października 2000 16:00 | Szwecja · Henrik Larsson 69' | 1:1(0:0) | Turcja · Tayfur Havutçu 90+1' (k.) | Ullevi, Göteborg Widzów: 42 152 Sędzia: Hellmut Grug (Niemcy) |
|                           |                              |          |                                    |                                                               |

| 7 października 2000 18:00 | Mołdawia | 0:1(0:0) | Słowacja · Szilárd Németh 79' | Arena Narodowa im. Filipa II Macedońskiego, Skopje Widzów: 3 500 Sędzia: Fritz Stuchlik (Austria) |
|                           |          |          |                               |                                                                                                   |

| 11 października 2000 20:00 | Azerbejdżan | 0:1(0:0) | Turcja · Hakan Şükür 73' | Stadion Republikański im. Tofiqa Bəhramova, Baku Widzów: 24 000 Sędzia: Alan Snoddy (Irlandia Płn.) |
|                            |             |          |                          | |

| 11 października 2000 20:00 | Mołdawia | 0:0(0:0) | Macedonia Północna | Stadion Republikański, Kiszyniów Widzów: 3 000 Sędzia: Arturo Dauden Ibarra (Hiszpania) |
|                            |          |          |                    |                                                                                         |

| 11 października 2000 20:15 | Słowacja | 0:0(0:0) | Szwecja | Tehelné pole, Bratysława Widzów: 11 227 Sędzia: Hugh Dallas (Szkocja) |
|                            |          |          |         |                                                                       |

| 24 marca 2001 16:00 | Azerbejdżan | 0:0(0:0) | Mołdawia | Stadion Republikański im. Tofiqa Bəhramova, Baku Widzów: 20 000 Sędzia: Wolfgang Stark (Niemcy) |
|                     |             |          |          |                                                                                                 |

| 24 marca 2001 16:00 | Szwecja · Anders Svensson 43' | 1:0(1:0) | Macedonia Północna | Ullevi; Göteborg Widzów: 22 106 Sędzia: Jan Wegereef (Holandia) |
|                     |                               |          |                    |                                                                 |

| 24 marca 2001 20:00 | Turcja · Hakan Şükür 55' (k.) | 1:1(0:0) | Słowacja · Róbert Tomasche 68' | Stadion im. Alego Sami Yena; Stambuł Widzów: 22 000 Sędzia: Ryszard Wójcik (Polska) |
|                     |                               |          |                                |                                                                                     |

| 28 marca 2001 17:00 | Słowacja · Szilárd Németh 1,10' · Ľubomír Meszároš 57' | 3:1(2:1) | Azerbejdżan · Vadim Vasiliev 3' (k.) | Stadion im. Antona Malatinskiego; Trnawa Widzów: 8 000 Sędzia: Costas Kapitanis (Cypr) |
|                     |                                                        |          |                                      |                                                                                        |

| 28 marca 2001 20:00 | Macedonia Północna · Toni Miczewski 20' | 1:2(1:0) | Turcja · Igor Mitreski 68' (sam.) · Ümit Davala 70' | Arena Narodowa im. Filipa II Macedońskiego; Skopje Widzów: 8 000 Sędzia: Claude Colombo (Francja) |
|                     |                                         |          |                                                     |                                                                                                   |

| 28 marca 2001 21:00 | Mołdawia | 0:2(0:0) | Szwecja · Marcus Allbäck 86,90' | Stadion Republikański, Kiszyniów Widzów: 7 000 Sędzia: Laurent Duhamel (Francja) |
|                     |          |          |                                 |                                                                                  |

| 2 czerwca 2001 18:00 | Szwecja · Marcus Allbäck 45,51' | 2:0(1:0) | Słowacja | Råsundastadion, Sztokholm Widzów: 34 320 Sędzia: José Maria Garcia-Aranda (Hiszpania) |
|                      |                                 |          |          |                                                                                       |

| 2 czerwca 2001 20:00 | Turcja · Tayfun Korkut 2' · Oktay Derelioğlu 29' · Hakan Şükür 34' | 3:0(3:0) | Azerbejdżan | Stadion BJK İnönü, Stambuł Widzów: 17 386 Sędzia: Juan Ansuategui Roca (Hiszpania) |
|                      |                                                                    |          |             |                                                                                    |